# Collobiano
Collobiano (piemontesisch Colobian) ist eine Gemeinde in der italienischen Provinz Vercelli (VC), Region Piemont.

## Lage und Einwohner
Collobiano liegt 12 km nordwestlich von Vercelli, nahe dem Cervo und hat 74 Einwohner (Stand 31. Dezember 2023). Die Nachbargemeinden sind Albano Vercellese, Casanova Elvo, Olcenengo, Oldenico, Quinto Vercellese und Villarboit.
Das Gemeindegebiet umfasst eine Fläche von 9 km².

## Einzelnachweise

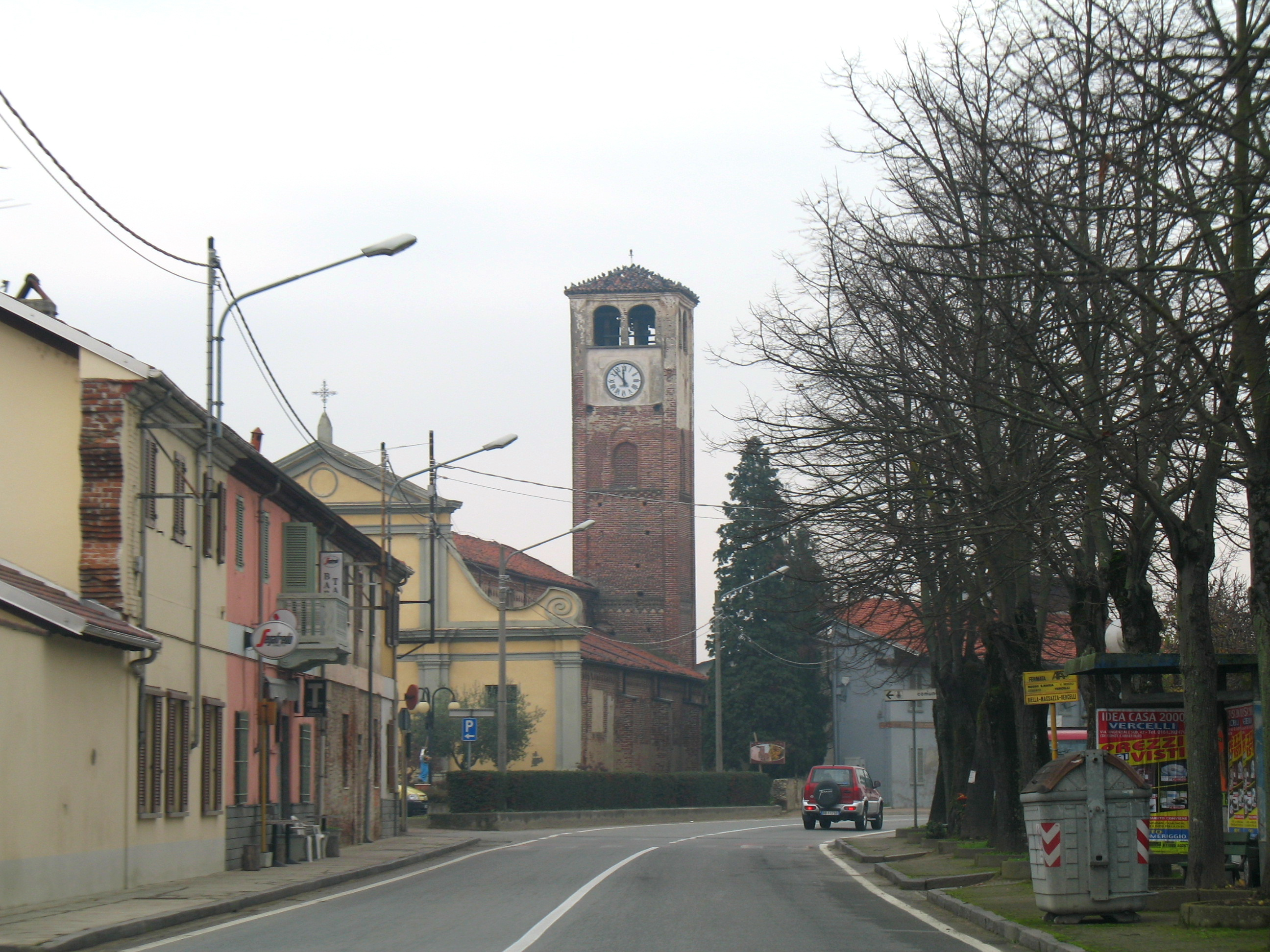
Straße in Collobiano